# Берк, Пол (регбист)
Пол Энтони Берк (англ. Paul Anthony Burke; род. 1 мая 1973, Лондон) — ирландский регбист, выступавший на позиции флай-хафа, действующий тренер команды колледжа Эпсон. Один из самых результативных регбистов клуба «Харлекуинс»: за 66 матчей чемпионата Англии с 2000 по 2004 год он набрал 707 очков (без учёта матчей в еврокубках).

## Биография

### Ранние годы
Родился в ирландской семье, переехавшей в боро Ричмонд-апон-Темс для работы. Детство провёл в Хэмптон-Хилле. Занимался как футболом, так и регби, однако выбор сделал в пользу последнего. Играл в команде колледжа Эпсон, Университета Лафборо и молодёжном составе «Лондон Айриш» (в академии клуба с шести лет).

### Клубная карьера
В составе клуба «Лондон Айриш» Берк дебютировал в возрасте 19 лет, играл там до 1995 года, после чего уехал на историческую родину. Там он выступал за команды «Манстер», «Корк Конститьюшн», затем продолжил профессиональную карьеру в английском «Бристоле» и в валлийском «Кардиффе». В Кардиффе Берк стал одним из самых результативных по набранным очкам регбистов, набрав 452 очка, но был вытеснен из состава валлийцев Нилом Дженкинсом и в итоге ушёл в английский «Харлекуинс». В составе английского клуба Бёрк набрал 707 очков за 66 игр только в чемпионате Англии (с учётом игр в еврокубках это число перевалило за 1000), выиграв попутно дважды Европейский кубок вызова: в сезоне 2000/2001 его 27 очков обеспечили в финале победу над французской «Нарбонной» со счётом 42:33, также он выиграл этот кубок в сезоне 2003/2004.
В 2004 году Берк после завершения контракта с «Харлекуинс» вернулся в Ирландию в состав «Манстера», с которым играл в Кельтской лиге (Про12) и выиграл Кельтский кубок в сезоне 2004/2005. Однако в победном для его команды Кубке Хейнекен 2005/2006 он участия не принимал. В 2006 году он перешёл в «Лестер Тайгерс», с которым выиграл чемпионат Англии и Англо-валлийский кубок в 2007 году, но из-за травм завершил свою карьеру после сезона 2007/2008.

### Карьера в сборной
Пол Берк представлял сборную Англии до 16 и до 21 года. В 1995 году он сделал свой выбор в пользу сборной Ирландии, дебютировав на Кубке пяти наций 1995 года в матче в Дублине против Англии (поражение 8:20), в том же году он отправился на чемпионат мира в ЮАР. В 2003 году он завершил игровую карьеру, проведя 13 матчей за сборную (7 в стартовом составе) и набрав 108 очков. Последнюю игру провёл во время турне Ирландии в 2003 году по Тихому океану против Самоа в Апиа.

### Тренерская карьера
С сезона 2008/2009 Бёрк стал работать в тренерском штабе «Лестер Тайгерс», став коллегой Хейнеке Мейер и Ричарда Кокерилла, в 2013 году стал тренером бьющих и в октябре 2014 года после неудовлетворительных результатов подал в отставку. С июля 2015 года тренер колледжа Эпсом, капитаном которого был в 1991 году.

## Достижения
- Чемпион Англии: 2006/2007 (Лестер Тайгерс)
- Победитель Англо-валлийского кубка: 2006/2007 (Лестер Тайгерс)
- Победитель Кельтского кубка: 2004/2005 (Манстер)
- Победитель Европейского кубка вызова: 2000/2001, 2003/2004 (Харлекуинс)